# Мордовські Тюки
Мордо́вські Тю́ки (рос. Мордовские Тюки, чув. Ирçе Тĕкки) — присілок у складі Шемуршинського району Чувашії, Росія. Входить до складу Шемуршинського сільського поселення.
Населення — 56 осіб (2010; 100 у 2002).
Національний склад:
- мордовці — 58 %